# Dionne Bromfield
Dionne Julia Bromfield (Londra, 1º febbraio 1996) è una cantautrice britannica.
Ha debuttato nel mondo della musica nel 2009, a soli 13 anni, con il suo album Introducing Dionne Bromfield, che ha riscosso un discreto successo nel Regno Unito. A dare conferma del suo talento, nel 2011, il nuovo album Good for the Soul, da cui sono stati estratti singoli come Yeah Right; quest'ultimo singolo debutta al numero 20 dell'Ungheria top chart.

## Biografia
Dionne Bromfield nasce il 1º febbraio 1996 a Tower Hamlets nella periferia londinese, da madre inglese e da padre giamaicano. Compie i suoi studi alla Beaverwood School for Girls fino al 2009. Esordisce su YouTube grazie a Amy Winehouse, con la quale si esibisce con il brano If I Aint Got You (cover di Alicia Keys). Nel 2009 è il primo artista a firmare per l'etichetta di Amy Winehouse, la Lioness Records, e pubblica il suo album di debutto: Introducing Dionne Bromfield.
Dal disco è stato estratto il singolo Mama Said, cover delle Shirelles del 1961.
Il 20 luglio 2011 si esibisce alla Roundhouse di Londra in occasione dell'ITunes Festival accanto ad Amy Winehouse. Dopo la morte di quest'ultima, la cantante cancella tutti gli impegni di stampa programmati a seguito dell'uscita del secondo album, Good for the Soul.
Sempre nel 2011 viene scelta, assieme a Tinchy Stryder, per interpretare il brano Spinnin' For 2012 delle Olimpiadi di Londra 2012.
La canzone sarà pubblicata come singolo il 23 settembre seguente.

## Discografia

### Album
| Album                        | Data di uscita                                                                                          | Classifica |
| Album                        | Data di uscita                                                                                          | UK         |
| ---------------------------- | --- | ---------- |
| Introducing Dionne Bromfield | - Released: 12 ottobre 2009 - Label: Lioness Records / Island (2720319) - Formats: CD, Digital Download | 33         |
| Good for the Soul            | - Released: 4 luglio 2011 - Label: Lioness Records / Island - Formats: CD, Digital Download             | 53         |

### Singoli
| Anno | Singolo                                       | Classifica | Classifica | Classifica      | Album                        |
| Anno | Singolo                                       | UK         | HUN        | Bulgaria TOP 40 | Album                        |
| ---- | --------------------------------------------- | ---------- | ---------- | --------------- | ---------------------------- |
| 2009 | "Mama Said"                                   | 43         | —          | —               | Introducing Dionne Bromfield |
| 2009 | "Ain't No Mountain High Enough" (feat. Zalon) | —          | —          | —               | Introducing Dionne Bromfield |
| 2011 | "Yeah Right" (feat. Diggy Simmons)            | 36         | 20         | 36              | Good for the Soul            |
| 2011 | "Foolin'" (feat. Lil Twist)                   | —          | —          | 7               | Good for the Soul            |
| 2011 | "Spinnin For 2012" (with Tinchy Stryder)      | —          | —          | —               | Good for the Soul            |

## Riconoscimenti e nomination
| Anno | Award       | Categoria           | Risultato   | Note |
| ---- | ----------- | ------------------- | ----------- | ---- |
| 2011 | MOBO Awards | Best R&B / Soul act | Candidato/a |      |

| Anno | Award        | Cateogoria                              | Risultato |
| ---- | ------------ | --------------------------------------- | --------- |
| 2012 | BAFTA Awards | Best Children's Entertainment Programme | Vittoria  |
|      |              |                                         |           |
|      |              |                                         |           |